# Lobo, The King of Currumpaw
Lobo, The King of Currumpaw é o primeiro conto do livro Wild Animals I Have Known (publicado em 1898), do escritor Ernest Thompson Seton, baseado na sua experiência de caça de lobos so sudoeste dos Estados Unidos.
Seton conta a história de um lobo encorpado que vivia próximo do rancho Currumpaw no Novo México. Na década de 1890, Lobo e seu bando, tendo sido privados de suas presas naturais por colonos, voltaram-se para os animais das fazendas. Os rancheiros tentaram matar a alcateia com carcaças envenenadas. Mas os lobos removeram os pedaços envenenados e os puseram de lado. Os rancheiros também tentaram matar os lobos com armadilhas e grupos de caça mas todos falharam. Ernest Thompson Seton ficou tentado pela recompensa de mil dólares para tentar pegar Lobo, o líder do bando. Ele envenenou cinco iscas cobrindo cuidadosamente quaisquer traços de manipulação humana e as espalhou pelo território de Lobo. No dia seguinte todas as iscas tinham sumido. Seton acreditou que Lobo estava morto. Mas logo ele descobriu todas as suas cinco iscas empilhadas e cobertas com fezes — o que sugeria um menosprezo de Lobo pela tática e pelo caçador.
Seton adquiriu então armadilhas especialmente projetadas e cuidadosamente as enterrou no território de Lobo. Mas Lobo expôs e desarmou cada uma delas. Posteriormente Seton conseguiu capturar a fêmea de Lobo, Blanca, com as armadilhas, e a matou com um tiro. Seton pôde ouvir os uivos sofridos e pranteantes de Lobo nos dias seguintes.
Arrastando o corpo de Blanca pelo rancho em que morava, Seton atraiu Lobo e conseguiu prendê-lo nas quatro patas com armadilhas. Ao se aproximar, Lobo começou a uivar, e Seton não teve coragem de matá-lo. Seton e seus amigos amarraram Lobo, o amordaçaram e o levaram de volta para o rancho. No rancho Lobo não encarou nenhum de seus captores; seu olhar estava distante e pesaroso. No dia seguinte o encontraram morto. 
A pele de Lobo é mantida no Ernest Thompson Seton Memorial Library and Museum no Philmont Scout Ranch perto de Cimarron, Novo México. 
A história de Seton com Lobo tocou os corações de muitos nos Estados Unidos e no resto do mundo, sendo parcialmente responsável pelo alavancamento da ecologia e do movimento conservacionista. Também inspirou um filme de Disney de 1962, The Legend of Lobo. A história de Lobo foi tema de um belo documentário da BBC dirigido por Steve Gooder em 2007. 